# Lakers vs. Celtics and the NBA Playoffs
Lakers vs. Celtics and the NBA Playoffs is een videospel voor het platform Sega Mega Drive. Het spel werd uitgebracht in 1989. 